# Ophiopsyllopsis indicus
Ophiopsyllopsis indicus is een eenoogkreeftjessoort uit de familie van de Cancerillidae. De wetenschappelijke naam van de soort is voor het eerst geldig gepubliceerd in 1968 door Sebastian.